# Балтажи, Николай Фёдорович
Николай Фёдорович Балтажи (укр. Микола Федорович Балтажи; род. 27 апреля 1956, Петровск) — украинский дипломат. С 4 марта 2011 по 13 июля 2018 года — Чрезвычайный и Полномочный Посол Украины в Республике Болгария. Чрезвычайный и Полномочный Посол (2016). Кандидат исторических наук, старший научный сотрудник.

## Биография
Родился 27 апреля 1956 года в селе Петровск.
В 1973—1974 годах — художественный руководитель Дома культуры в селе Петровск-1.
В 1974—1979 годах — студент факультета международных отношений Киевского государственного университета имени Т. Шевченко (специалист по международным отношениям, референт-переводчик немецкого и болгарского языков).
В 1979—1982 годах — аспирант в Институте социальных и экономических проблем зарубежных стран АН УССР, в 1982—1992 года — младший и старший научный сотрудник.
В 1992—1993 годах — старший научный сотрудник в Институте всемирной экономики и международных отношений при Академии наук Украины.
С ноября 1993 по декабрь 1997 года — первый секретарь в должности советника, советник Посольства Украины в Литовской Республике.
С декабря 1997 по февраль 1999 года — заведующий отделом политического анализа и международной информации Главного управления по вопросам внешней политики при Администрации президента Украины.
С февраля 1999 по июль 2000 года — заместитель начальника Третьего управления — заведующий отделом по странам Центральной и Восточной Европы при МИД Украины.
С июля 2000 по октябрь 2004 года — советник посольства Украины в ФРГ.
С октября 2004 по январь 2006 года — советник-посланник посольства Украины в ФРГ.
С августа 2005 по январь 2006 года — Временный поверенный в делах Украины в ФРГ.
С февраля 2006 по ноябрь 2007 года — заместитель директора — начальник отдела по вопросам сотрудничества в сфере политики, безопасности и обороны в Департаменте ЕС при МИД Украины, затем до января 2008 года — заместитель директора — начальник отдела сотрудничества в сфере внешней политики и политики безопасности.
В феврале—июле 2008 года — советник-посланник посольства Украины в Республике Словения.
В июле—августе 2008 года — заместитель директора — начальник отдела сотрудничества в сфере внешней политики и политики безопасности в Департаменте ЕС при МИД Украины.
С августа 2008 по 4 марта 2011 года — советник-посланник посольства Украины в ФРГ.
С 4 марта 2011 по 13 июля 2018 года — Чрезвычайный и Полномочный Посол Украины в Республике Болгария.
Владеет болгарским, немецким и английским языками.

## Личная жизнь
Женат, имеет дочь.